# Stade Ilie-Oană
 (mars 2025).
Le stade Ilie-Oană (roumain : Stadionul Ilie Oană) est un stade de football situé à Ploiești en Roumanie. Il porte le nom de l'ancien coach du Petrolul Ilie Oană (en).
C'est le domicile du FC Petrolul Ploiești. Le stade a une capacité de 15 097 places.